# Tuber ferrugineum
Tuber ferrugineum är en svampart som beskrevs av Vittad. 1831. Tuber ferrugineum ingår i släktet Tuber och familjen Tuberaceae.   Inga underarter finns listade i Catalogue of Life.